# LAION
LAION (acronyme de Large-scale Artificial Intelligence Open Network) est une organisation à but non lucratif allemande qui crée et diffuse des modèles et des jeux de données d'intelligence artificielle en open source, pour entrainer des modèles d'apprentissage automatique capables notamment de générer des images numériques photoréalistes à partir de demandes exprimées en langage naturel.

## Historique
LAION s'est surtout et d'abord fait connaître pour avoir publié un certain nombre de grands jeux de données d'images et de légendes extraits du Web, lesquels ont été utilisés pour entraîner plusieurs « modèles de génération d'images à partir de texte»  très médiatisés, comme Stable Diffusion et Imagen,.
Le 15 avril 2023, LAION et ses contributeurs ont rendu public un assistant personnel de type chatbot, basé sur l'intelligence artificielle en open source : OpenAssistant.

## Jeux de données d'images
LAION a mis à disposition de tous plusieurs grands jeux de données de type « paires image-légende », qui ont été largement utilisés par les chercheurs en intelligence artificielle.
Ces données sont dérivées du Common Crawl, un jeu de données de pages web extraites du Web.
Les développeurs ont recherché et trouvé dans le Web (html) des images avec des balises <img>, et ils ont traité leurs attributs alt comme des légendes. Et ils ont utilisé CLIP pour identifier et éliminer les images dont le contenu ne semblait pas correspondre à leurs légendes.
LAION n'héberge pas le contenu des images en question, mais les jeux de données contiennent les URL pointant vers les images (images que les chercheurs intéressés doivent télécharger eux-mêmes).

## Histoire
Le premier jeu de données de ce type, baptisé LAION-400M, a été publié en août 2021 ; il comprenait 400 millions de paires image-légende. Ces paires avaient été extraites d'un sous-ensemble aléatoire de pages web extraites par Common Crawl entre 2014 et 2021.
Il s'agissait d'une tentative de reproduire le processus utilisé par OpenAI pour collecter les 400 millions de paires image-légende qu'ils ont utilisées pour entraîner le modèle CLIP — la société avait choisi d'ouvrir le code et les poids du modèle, mais pas son jeu de données d'entraînement.
Imagen, un modèle de génération d'images à partir de texte, annoncé par Google Brain en 2022, a, lui, été entraîné sur LAION-400M en combinaison avec des jeux de données internes privés.
Un successeur de plus de 5 milliards de paires, LAION-5B, a été publié en mars 2022. Au moment de sa publication, il s'agissait du plus grand jeu de données disponible gratuitement de paires image-légende existant. Sa création a été financée par Doodlebot.

## Aspects juridiques
En février 2023, LAION a été citée dans le procès intenté par Getty Images contre Stable Diffusion en tant que tierce partie.
En avril 2023, LAION a été directement poursuivie par un photographe allemand qui voulait faire retirer ses images du jeu de données d'entraînement.